# A18 (motorväg, Polen)
För andra betydelser, se A18 (olika betydelser)

Karta över vägen.

A18 är en motorväg i Polen som går mellan Krzyżowa och gränsen till Tyskland. Vägen är även en europaväg med nummer E36. 
Denna motorväg är egentligen enbart en del i den längre motorvägen mellan Berlin och Kraków. Den byter dock namn och nummer några gånger på den sträckan. Från Berlin till gränsen heter motorvägen A15 och därefter A18 från gränsen till Krzyżowa för att sedan ännu en gång byta namn till A4. 

## Historia
I Tyskland under 1930-talet gjordes ambitiösa satsningar på motorvägar. Dessa satsningar var så omfattande att de många gånger inte blev slutförda. En motorväg från Berlin till det som då hette Oppeln (numera Opole) höll på att byggas men denna slutfördes aldrig. En del broar byggdes och motorvägen hann också bli helt körbar men stora delar av motorvägen fick enbart en enda körbana istället för två som är normalt för motorvägar. Ändå blev samtliga broar anpassade för två körfält och utrymme lämnades för att färdigställa denna. Vissa broar blev inte heller färdigbyggda och andra blev sedan förstörda under kriget. En stor del av denna motorväg kom efter andra världskriget att övertas av Polen då en del av det tidigare Tyskland blev polskt. 
I Polen var inte de gamla tyska motorvägarna något som prioriterades speciellt högt. Dessa var ett arv efter Tyskland vilket var av mindre intresse. Vägsatsningar i Polen efter andra världskriget inriktade sig dessutom mest på landsvägar som många gånger byggdes bredare och i vissa fall kunde påminna om motorvägar. Motorvägen A18 var därför körbar men inte komplett utan till största del en halv motorväg då endast ena körbanan existerade. Broar som existerade var dock alltid byggda för två. Ibland saknades broar och då löstes detta med att det istället fanns normala vägkorsningar istället vilket normalt inte ska finnas på motorvägar. Hela motorvägen byggdes med vägbeläggning i betong enligt den princip som byggdes i Tyskland under 1930-talet och detta gäller även den del som fick bli halv. 
Från tyska gränsen och en liten bit in i Polen var motorvägen komplett men hårt nedsliten. Mellan Olszyna och Golnice var motorvägen inte komplett utan det var på denna del som den enbart är som en halv motorväg där även plankorsningar fanns. På denna sträcka är den än idag inte heller skyltad som motorväg då detta inte uppfyller den standard som krävs för detta. Ändå bör den benämnas som motorväg då de är byggd som sådan. 
Efter Golnice blir vägen åter en komplett motorväg. De senaste åren har det pågått stora upprustningsarbeten på denna motorväg och i detta ingår att göra denna till helt en komplett motorväg. Idag har den kompletterats helt med dubbla körfält och har komplett bredd hela sträckningen med mötesseparering. Samtliga plankorsningar är också borta och ersatta med riktiga på- och avfarter. I västlig riktning är det en helt nybyggd körbana. I östlig riktning är körbanan fortfarande i dåligt skick som till stor den har kvar den gamla betongbeläggningen. På grund av skickat är därför vägen till viss del fortfarande inte skyltad med motorvägsskyltar trots att den i övrigt är en komplett motorväg. Fullständig modernisering till motorvägsstandard längs hela sträckan väntas inte vara klart innan 2020.

## Trafikplatser
|                  | Nr | Skyltning                                         |  |
|                  |    | Gränsövergång Forst (Lausitz) (DE) – Olszyna (PL) |  |
|                  |    | Lausitzer Neisse (190 m)                          |  |
|                  |    |                                                   |  |
| Skyltad som E 36 |    |                                                   |  |
|                  | 1  | Olszyna                                           |  |
|                  |    | Olszyna (Planerad)                                |  |
|                  |    | Jagłowice (Planerad)                              |  |
|                  | 10 | Królów                                            |  |
|                  |    | Rościce (Planerad)                                |  |
|                  | 25 | Żary                                              |  |
|                  |    | Wymiarki (Planerad)                               |  |
|                  | 38 | Iłowa                                             |  |
|                  |    | Czerna Wielka                                     |  |
|                  | 52 | Luboszów                                          |  |
|                  |    | Kwisa                                             |  |
|                  |    | Świętoszów (Planerad)                             |  |
|                  |    | Bóbr                                              |  |
|                  | 70 | Bolesławiec-Golnice                               |  |
|                  |    |                                                   |  |
| Skyltad som E 36 |    |                                                   |  |
|                  | 74 | Lipiany                                           |  |
|                  | 78 | Krzyżowa E 40                                     |  |